# NGC 1282
NGC 1282 je galaksija u zviježđu Perzej.

## Vanjske poveznice
- SEDS: NGC 1282